# Баллада о гибкой пуле
«Баллада о гибкой пуле» (англ. The Ballad of the Flexible Bullet) — повесть американского писателя Стивена Кинга, впервые опубликованная в журнале «The Magazine of Fantasy & Science Fiction» в 1984 году. В 1985 году повесть вошла в состав сборника «Команда скелетов».
Название повести — отсылка к вере рассказчика в то, что безумие это что-то вроде «гибкой пули» — она в конце концов, убьёт вас, но никто не знает, как долго этот процесс будет продолжаться.
После публикации этой повести Кинг начал использовать термин «гибкая пуля» для описания безумия в своих произведениях.

## Сюжет
Главный герой повествования — Генри Уилсон, редактор журнала «Logan's». Он получает по почте рассказ от писателя Рега Торпа и между ними завязывается переписка.
Торп верит, что в его пишущей машинке живёт форнит по имени Рэкн, помогающий ему сочинять, но боящийся электромагнитных помех. Уилсон, находящийся в этот момент под воздействием алкоголя и стресса, говорит, что и в его пишущей машинке живёт форнит.
Вскоре Уилсон начинает проваливаться в алкогольное безумие и находить послания от своего форнита по имени Беллис, а в последнем сообщении Беллис предупреждает его, что Рэкна хотят убить. Торп, узнав об этом, покупает револьвер, чтобы защитить форнита, но когда Рэкн всё же погибает, Торп кончает жизнь самоубийством.

## Влияние
Обозреватель журнала «Мир Фантастики» Тимофей Скоренко считает, что повесть Кинга получила культовый статус благодаря частым упоминаниям в произведениях других писателей и в песнях известных авторов-исполнителей; в частности, форниту посвящена одноимённая песня российского барда Олега Медведева.

### Форнит
Форни́т — волшебное существо, крошечный эльф, живущий в пишущей машинке и дающий писателю вдохновение.

У каждого, кто умеет рассказывать истории, есть свой форнит. Раньше были музы, но они измельчали… мутировали в форнитов.
Сергей Лукьяненко «Спектр»

Некстати пришлась книга,

К верёвке пришлось мыло.

Я перечитал Кинга

И понял, что так и было.

Из серых осенних ниток,

Из трафальгарской гари

Я сочинил форнита

И поселил в гитаре.
Олег Медведев «Форнит»

Молчи! И в печатной машинке проснётся форнит.

Молчи! И смотри в пустоту, в черноту монитора...
Тимофей Скоренко «Звонок»

### Форнус
Форнус — волшебный порошок счастья, эквивалент вдохновения. Упоминается в повести:
«Торп считал, что у каждого форнита есть небольшое устройство, нечто вроде бесшумного ружья, заряженного… порошком счастья — я думаю, так это следует назвать. А порошок счастья… назывался форнус», — закончил редактор, широко улыбнувшись.